# Alfred Braunschweiger
Alfred Braunschweiger (n. 16 octombrie 1885, Stuttgart, Imperiul German – d. 29 iunie 1952, Stuttgart, Germania) a fost un săritor în apă ce a reprezentat Germania, medaliat olimpic. A participat la o ediție a Jocurilor Olimpice (1904) în care a câștigat o medalie de bronz.

## Participări
Lista de mai jos prezintă principalele competiții la care a participat Alfred Braunschweiger de-a lungul carierei.
- diving at the 1904 Summer Olympics – platform[*]